# 船唇兰属
船唇兰属（学名：Cymbilabia ）是兰科下的一个属，2020年从拟万代兰属(Vandopsis Pfitz.)独立出船唇兰属。

## 下属物种
本属包括以下物种：
- Cymbilabia sourioudongii Souvann. & Lanors[3]
- 船唇兰 Cymbilabia undulata (Lindl.) D. K. Liu & Ming H. Li[3]